# فروشگاه عجیب آقای مگوریوم
فروشگاه عجیب آقای مگوریوم (به انگلیسی: Mr. Magorium's Wonder Emporium) فیلمی است محصول سال ۲۰۰۷ و به کارگردانی زک هلم است. در این فیلم بازیگرانی همچون داستین هافمن ، ناتالی پورتمن ، جیسون بیتمن ، زک میلز ، کیلی سانچز ایفای نقش کرده‌اند.